# Anthoscopus caroli
El pájaro moscón africano (Anthoscopus caroli) es una especie de ave paseriforme de la familia Remizidae que vive en el África subsahariana.

## Descripción
El pájaro moscón africano mide entre 8 y 9 cm de largo y pesa alrededor de 6,5 g. Es una de las especies de aves más pequeñas de África junto a su pariente el pájaro moscón del Cabo y los incluso menores pájaro moscón gris y el pájaro moscón estriado.

## Taxonomía
La subespecie A. c. sylviella, que se encuentra en algunas partes de Kenia y Tanzania, es considerado por algunos una especie aparte. 

## Distribución y hábitat
Se encuentra en los bosques tropicales secos y las sabanas húmedas. Se encuentra en Angola, Botsuana, Burundi, República del Congo, República Democrática del Congo, Kenia, Malaui, Mozambique, Namibia, Ruanda, el noreste de Sudáfrica, Suazilandia, Tanzania, Uganda, Zambia y Zimbabue. 